# 크림 타타르인 협의회

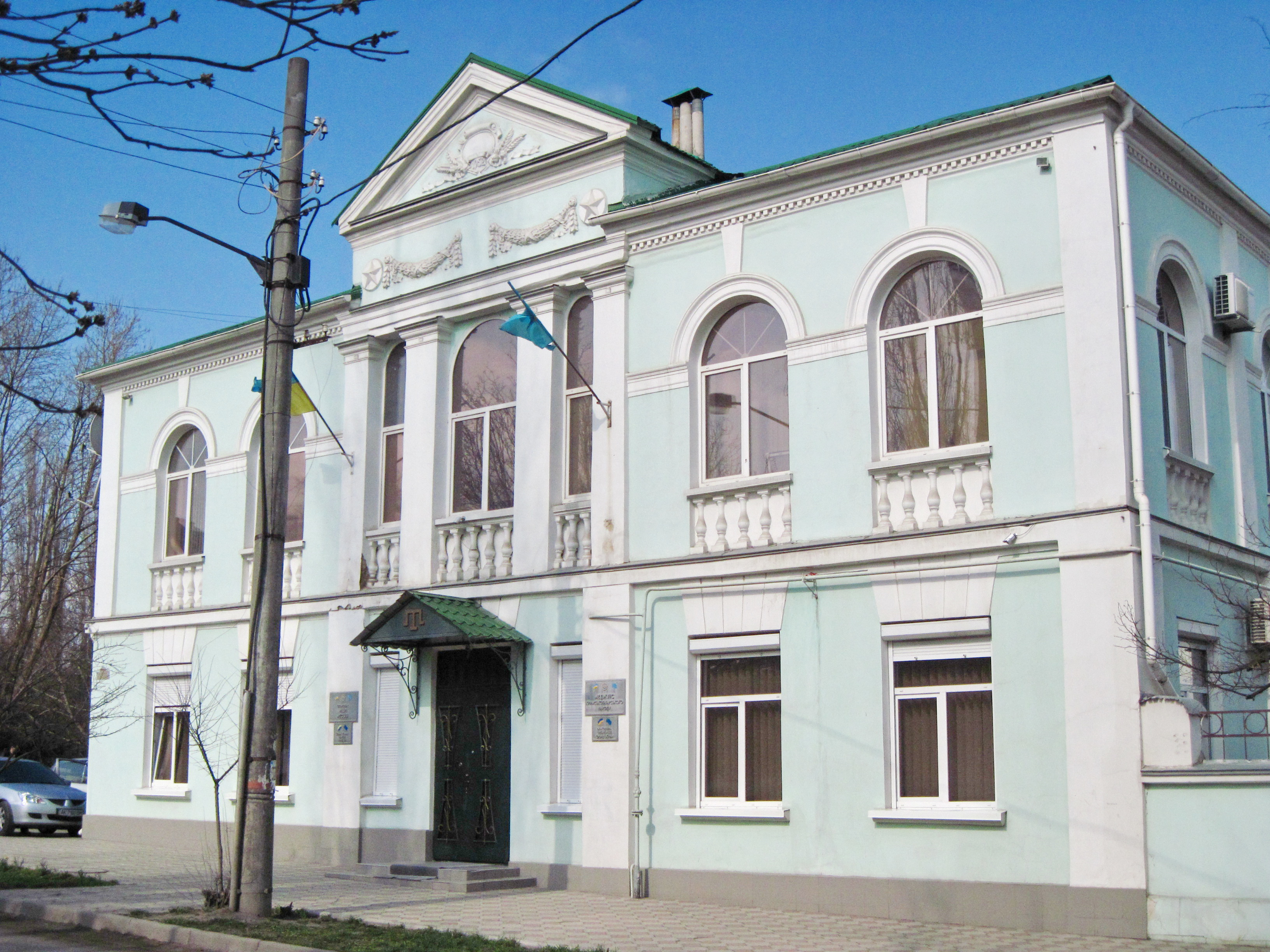
크림반도 심페로폴에 위치한 크림 타타르인 협의회 청사. 2014년에 일어난 러시아의 크림반도 편입을 계기로 러시아 정부에 의해 몰수되었다.

크림 타타르인의 기

크림 타타르인 협의회(크림 타타르어: Къырымтатар Миллий Меджлиси / Qırımtatar Milliy Meclisi, 우크라이나어: Меджлiс Кримськотатарського Народу, 러시아어: Меджлис крымскотатарского народа)는 우크라이나에 거주하는 크림 타타르인의 자치 모임으로 크림 타타르인 쿠룰타이(Qurultay, 쿠릴타이)의 중앙 집행부 역할을 한다.
1991년 6월 30일에 크림 타타르인의 주권을 선언했으며 크림 타타르인의 기와 찬가를 제정했다. 또한 우크라이나 크림 자치 공화국 의회에 의원 14명을 파견하는 한편 우크라이나 정부와 크림 자치 공화국 정부, 국제 기구에 크림 타타르인의 권익을 주장했다.
2014년 크림 위기 당시에 우크라이나로부터 독립을 선언한 크림 공화국이 우크라이나를 떠나 러시아로의 귀속 여부를 묻는 주민 투표를 진행하자 크림 타타르인 협의회는 주민 투표 불참을 주장했다. 2014년 9월 20일에는 러시아 정부로부터 심페로폴에 위치한 청사를 몰수당했고 2016년에는 러시아 정부로부터 극단주의 조직으로 지목되어 활동이 금지되었다.